# Philomycus virginicus
Philomycus virginicus är en snäckart som beskrevs av Leslie Raymond Hubricht 1953. Philomycus virginicus ingår i släktet Philomycus och familjen Philomycidae. Inga underarter finns listade i Catalogue of Life.